# Urby Emanuelson
Urby Emanuelson (Amszterdam, 1986. június 16. –) suriname-i származású holland válogatott labdarúgó. A pálya bal oldalán több poszton is bevethető játékos.
Profi pályafutása első hét évében a nevelőegyesületének, az AFC Ajax csapatának a tagja volt. 2011 januárjától viszont az olasz AC Milan csapatának volt a tagja.

## Pályafutása

### AC Milan
2011. január 23-án az AC Milan hivatalosan is bejelentette a játékos leigazolását. 1.700.000 €-ért érkezett 3 és fél éves szerződéssel. Eleinte 750.000 €-t keresett évente, ami már 1.000.000 €-ra növekedett 2011 óta. A kivásárlási ára pedig 8.000.000 € lett.
2011. január 26-án debütált az AC Milanban a Coppa Italia negyeddöntőjében a Sampdoria ellen, amely 2-1-es győzelmet hozott a Rossonerinek. A Serie A-ban 2011. február 4-én debütált a Catania ellen. Első gólját szintén egy Coppa Italia meccsen szerezte, a Palermo elleni 2-2-es mérkőzésen. Első szezonjában már Scudetto-t nyert a piros-feketékkel. 2013-ban kölcsönbe került a Fulham csapatához.

## Statisztika
2011. január 25.
| Klub         | Szezon       | Bajnokság | Bajnokság | Kupa | Kupa  | Európa | Európa | Összesen | Összesen |
| Klub         | Szezon       | Apps      | Goals     | Apps | Goals | Apps   | Goals  | Apps     | Goals    |
| ------------ | ------------ | --------- | --------- | ---- | ----- | ------ | ------ | -------- | -------- |
| AFC Ajax     | 2004–05      | 0         | 0         | 0    | 0     | 0      | 0      | 0        |          |
| AFC Ajax     | 2005–06      | 0         | 0         | 0    | 0     | 0      | 0      | 0        |          |
| AFC Ajax     | 2006–07      | 0         | 0         | 0    | 0     | 0      | 0      | 0        |          |
| AFC Ajax     | 2007–08      | 0         | 0         | 0    | 0     | 0      | 0      | 0        |          |
| AFC Ajax     | 2008–09      | 0         | 0         | 0    | 0     | 0      | 0      | 0        |          |
| AFC Ajax     | 2009–10      | 0         | 0         | 0    | 0     | 0      | 0      | 0        |          |
| AFC Ajax     | 2010–11      | 0         | 0         | 0    | 0     | 0      | 0      | 0        |          |
| AFC Ajax     | Total        | 0         | 0         | 0    | 0     | 0      | 0      | 0        |          |
| AC Milan     | 2010–11      | 0         | 0         | 0    | 0     | 0      | 0      | 0        |          |
| AC Milan     | Total        | 0         | 0         | 0    | 0     | 0      | 0      | 0        |          |
| Career total | Career total | 0         | 0         | 0    | 0     | 0      | 0      | 0        |          |